# Colossus (lớp thiết giáp hạm 1910)
Lớp thiết giáp hạm Colossus bao gồm hai chiếc thiết giáp hạm Colossus và Hercules của Hải quân Hoàng gia Anh Quốc, nằm trong số những thiết giáp hạm thế hệ dreadnought đầu tiên tiếp theo sau chiếc Dreadnought hạ thủy vào năm 1906. Nguyên được dự định như một phần của lớp thiết giáp hạm Neptune, hai con tàu này có vỏ giáp dày hơn cùng một số khác biệt so với chiếc Neptune, nên theo truyền thống Neptune được tách ra thành một lớp của riêng nó. Chúng là những thiết giáp hạm dreadnought cuối cùng của Hải quân Hoàng gia được trang bị pháo 12 inch (305 mm), vì lớp Orion tiếp theo được trang bị pháo 13,5 inch (343 mm).

## Bối cảnh
Vào năm 1908, Bộ Hải quân Anh bắt đầu lo ngại trước thông tin Đế quốc Đức, đối thủ tiềm năng trong một cuộc xung đột hải quân trong tương lai, đang bí mật chế tạo thiết giáp hạm dreadnought để qua mặt số lượng mà Hải quân Anh đang hoạt động. Cuộc vận động nhằm tăng tốc chương trình chế tạo dreadnought được dẫn đầu bởi Đô đốc Jacky Fisher, vốn là Thứ trưởng Hải quân Anh đương nhiệm. Tuy nhiên, vẫn có sự phản đối đáng kể đề nghị này, nhất là bởi Winston Churchill lúc đó đang là Chủ tịch Ủy ban Thương mại. Sự chống đối cuối cùng bị bỏ qua, và Colossus cùng với Hercules được chấp thuận cho chế tạo trong tài khóa 1909. Colossus được hạ thủy vào ngày 9 tháng 4 năm 1910, được hoàn tất và đưa vào biên chế vào tháng 7 năm 1911; Hercules được hạ thủy vào ngày 10 tháng 5 năm 1910 và đưa ra hoạt động vào ngày 31 tháng 7 năm 1911.

## Thiết kế
Khi thiết kế lớp Colossus, các nhà lãnh đạo Bộ Hải quân Anh cuối cùng cũng ghi nhận sự mong manh của tàu chiến chủ lực Anh trong bối cảnh Hải quân Đế quốc Đức đã bắt đầu chuyển sang cỡ pháo 12 inch (305 mm) trên các tàu chiến của họ. Vì vậy độ dày của đai giáp quay trở lại 11 inch (280 mm) như trên chiếc Dreadnought, nhưng với thỏa hiệp giảm bớt sự bảo vệ bên trong để bù trừ. Thiết kế cũng chịu ảnh hưởng bởi lớp thiết giáp hạm Delaware của Hoa Kỳ có khả năng bắn mười khẩu pháo qua mạn cùng một lúc. Để tiết kiệm 50 tấn trọng lượng bên trên, cột ăn-ten chính được hạ thấp; ngoài trọng lượng, cột ăn-ten chính còn bị cho là kém giá trị. Trong khi đó khiếm khuyết chính của chiếc Dreadnought khi bố trí cột ăn-ten trước ngay phía sau ống khói trước lại bị lặp lại không thể giải thích được. Trên lớp Colossus, tình huống này càng thêm nặng nề do công suất lớn hơn của các nồi hơi mà hơi đốt dẫn vào ống khói.
Hệ thống động lực lần đầu tiên được chia thành ba ngăn thay vì hai. Điều này được cho là nhằm tăng cường chống ngập nước bù trừ lại sự không có vách ngăn bảo vệ. Hệ thống động cơ tương tự như được trang bị trước đây, ngoại trừ sự sắp xếp lại bên trong cho phép phòng động cơ giữa hoạt động độc lập trong điều kiện chạy đường trường để tiết kiệm nhiên liệu.
Dàn pháo chính được giữ lại tương tự như trên lớp Neptune, ngoại trừ phần nhô của các tháp pháo bên mạn được thu nhỏ để tiết kiệm chỗ, cho phép kéo dài phần cấu trúc thượng tầng phía trước và cải thiện việc bố trí dàn pháo hạng hai.

### Vũ khí
Dàn pháo chính bao gồm mười khẩu BL 12 in (300 mm)/50 caliber Mk XII, bố trí trên năm tháp pháo nòng đôi. Tháp pháo "A" được đặt ở sàn trước trên trục giữa con tàu. Các tháp pháo "P" và "Q" được bố trí so le trên sàn chính, với "P" bên mạn trái phía trước và "Q" bên mạn phải lùi ra phía sau. Các tháp pháo bên mạn trên lý thuyết có góc bắn 170°, tức khoảng 5° từ trục giữa phía mũi đến khoảng 5° từ trục giữa phía đuôi. Chúng cũng có góc bắn giới hạn phía mạn bên kia nếu như tháp pháo mạn kia bị hỏng. Tháp pháo "Y" được đặt ở sàn sau trên mức sàn chính, và tháp pháo "X" được đặt ngay phía trước ở một mức sàn cao hơn để bắn thượng tầng bên trên tháp pháo "Y". Góc bắn của các tháp pháo "A", "X" và "Y" là khoảng 270°. Trọng lượng của đạn pháo bắn ra là 850 kg (1.874 lb), và tốc độ bắn tối đa là hai phát mỗi phút; cho dù để trinh sát điểm đạn rơi, tốc độ bắn thực hành trong tác chiến chỉ là một phát mỗi phút.
Dàn pháo hạng hai bao gồm mười sáu BL 4 in (100 mm) Mk VII trên các bệ nòng đơn. Nhằm tăng cường hiệu quả tối đa của chúng trong vai trò phòng thủ chống các cuộc tấn công bằng ngư lôi từ các tàu nhỏ, mười khẩu được bố trí trên cấu trúc thượng tầng phía trước do suy diễn rằng hầu hết các cuộc tấn công ngư lôi xuất phát từ phía trước; sáu khẩu còn lại được bố trí trên cấu trúc thượng tầng phía sau. Đến năm 1917, ba trong số các khẩu này trên Colossus được tháo dỡ, thay bằng một khẩu pháo 4-inch và một khẩu pháo 3-inch phòng không. Chúng còn mang bốn khẩu pháo 3-pounder (57 mm) trên cấu trúc thượng tầng.
Giống như mọi thiết giáp hạm vào thời đó, lớp Colossus còn được trang bị ống phóng ngư lôi. Chúng được đặt trong lườn tàu và phóng ra ngầm dưới nước; được bố trí một ống phóng mỗi bên mạn và một ống phía đuôi. Vũ khí mang theo là ngư lôi Hardcastle 21 in (533 mm), có tốc độ tối đa 45 hải lý trên giờ (83 km/h) và tầm hoạt động hiệu quả khoảng 7.000 yd (6.400 m).

### Vỏ giáp
Vỏ giáp bảo vệ của lớp tàu này nặng hơn so với ba lớp thiết giáp hạm dẫn trước, tất cả đều có vỏ giáp mỏng hơn so với chiếc HMS Dreadnought. Đai giáp chính, kéo dài từ sàn trước đến sàn sau ngang với các nòng pháo chính, dày 11 in (279 mm). Đai giáp trên có chiều dài tương tự, dày 8 in (203 mm) phía giữa tàu bên trên các khoang động lực và hầm đạn, giảm còn 2,5 in (64 mm) phía trước và 2 in (51 mm) phía đuôi tàu.
Trong suốt chiều dài của phần thành trì trung tâm, sàn tàu trên bọc thép dày 1,5 in (38 mm) trong khi sàn dưới dày 1,75 in (44 mm). Phía sau tháp pháo X, sàn dưới dày 3 in (76 mm) và được tăng lên 4 in (102 mm) ở tận cùng đuôi tàu để bảo vệ bánh lái và chân vịt. Vách ngăn trước được bố trí ngay trước tháp pháo A, dày 10 in (254 mm) phía trên và giảm còn 5 in (127 mm) bên dưới lớp sàn bọc thép. Vách ngăn sau được bố trí ngay sau tháp pháo Y, dày 8 in (203 mm) và giảm còn 4 in (102 mm). Mặt trước tháp pháo dày 11 in (279 mm) trong khi mặt hông dày 7 in (178 mm) và nóc dày 4 in (102 mm). Các bệ tháp pháo có độ dày thay đổi từ 11 in (279 mm) đến 4 in (102 mm) tùy theo mức độ bảo vệ của các lớp giáp lân cận như bệ tháp pháo bên cạnh, lớp giáp hông và sàn tàu. Tháp chỉ huy được bảo vệ bởi vỏ giáp dày 11 in (279 mm), và ống liên lạc dày 5 in (127 mm). Tổng trọng lượng vỏ giáp của con tàu là 5.474 t (5.388 tấn Anh), trong đó đai giáp chiếm 1.610 t (1.580 tấn Anh).

### Động lực
Động lực được cung cấp bởi các turbine hơi nước Parsons áp lực cao, dẫn động bốn trục chân vịt. Có mười tám nồi hơi do Babcock and Wilcox sản xuất, làm việc dưới áp lực 235–240 pound trên inch vuông (1.620–1.650 kPa); mỗi nồi hơi gồm ba lò đốt một lỗ đơn kiểu tiêu chuẩn Admiralty, mỗi lò tiêu thụ 300 lb (140 kg) than mỗi giờ. Công suất tối đa theo thiết kế là 25.000 hp (19 MW); các con tàu có thể mang theo tối đa 2.900 t (2.900 tấn Anh) than và 900 t (890 tấn Anh) dầu đốt, cho phép có tầm hoạt động tối đa 6.680 hải lý (12.370 km) ở tốc độ đi đường trường 10 hải lý trên giờ (19 km/h) hoặc 4.050 hải lý (7.500 km) ở tốc độ 18,5 hải lý trên giờ (34,3 km/h). Trong những điều kiện tối ưu khi chạy thử máy, chúng đạt được tối đa 22,6 hải lý trên giờ (41,9 km/h), duy trì được tốc độ 21,5 hải lý trên giờ (39,8 km/h) trong 8 giờ, và đạt được một tốc độ trung bình 19,6 hải lý trên giờ (36,3 km/h) trong 30 giờ chạy liên tục ở công suất 18.000 hp (13 MW).

## Những chiếc trong lớp
| Tàu      | Đặt lườn            | Hạ thủy             | Hoạt động           | Số phận                            |
| -------- | ------------------- | ------------------- | ------------------- | ---------------------------------- |
| Colossus | 8 tháng 7 năm 1909  | 9 tháng 4 năm 1910  | 1911                | Bán để tháo dỡ tháng 7 năm 1928    |
| Hercules | 30 tháng 7 năm 1909 | 10 tháng 5 năm 1910 | 31 tháng 7 năm 1911 | Bán để tháo dỡ 8 tháng 11 năm 1921 |